# Juan Domingo de la Cruz
Juan Domingo de la Cruz Fermanelli (Buenos Aires, 6 febbraio 1954) è un ex cestista argentino naturalizzato spagnolo.

## Carriera
Con la Spagna ha disputato due edizioni dei Giochi olimpici (Mosca 1980, Los Angeles 1984), due dei Campionati mondiali (1982, 1986) e cinque dei Campionati europei (1977, 1979, 1981, 1983, 1985).

## Palmarès
- Campionato spagnolo: 3

Barcellona: 1980-81, 1982-83, 1986-87
- Copa del Rey: 7

Barcellona: 1978, 1979, 1980, 1981, 1982, 1983, 1987
- Coppa Korać: 1

Barcellona: 1986-87
- Coppa delle Coppe: 2

Barcellona: 1984-85, 1985-86
- Coppa Intercontinentale: 1

Barcellona: 1985
- Liga catalana: 6

Barcellona: 1980, 1981, 1982, 1983, 1984, 1985